# Skigebiet Ski Arlberg
| Ski Arlberg                    | Ski Arlberg                            |
| ------------------------------ | -------------------------------------- |
| Anzahl der Pisten              | 125                                    |
| Skiabfahrtskilometer           | 300 km                                 |
| leicht                         | 130 km                                 |
| mittel                         | 122 km                                 |
| schwer                         | 51 km                                  |
| unpräparierte Geländevarianten | 200 km                                 |
| Funparks                       | 4                                      |
| Halfpipe                       | Nein                                   |
| Langlaufloipen                 | 40 km                                  |
| Rodelbahn                      | Oberlech-Lech, Gampen-Nasserein, Warth |
| Schneekanonen                  | auf ca. 72 % der Pisten                |
| Liftanlagen                    | 88                                     |
| Pendelbahnen                   | 5                                      |
| Funitel                        | 1                                      |
| Kabinenbahnen                  | 9                                      |
| Kombibahnen                    | 1                                      |
| Sesselbahnen                   | 45                                     |
| Schlepplifte                   | 23                                     |
| Stricklifte                    | 5                                      |

Das Skigebiet Ski Arlberg ist ein Skigebiet an der Landesgrenze der österreichischen Bundesländer Vorarlberg und Tirol und seit der Saison 2016/17 das größte zusammenhängende Skigebiet Österreichs.
Das Skigebiet erstreckt sich über rund 50 km² inklusive freiem Skigelände. Das freie Gelände beläuft sich auf 200 km, während 300 Skiabfahrtskilometer erschlossen sind. Ski Arlberg erstreckt sich über mehr als 1.500 Höhenmeter bis zu seinem höchstgelegenen Punkt, dem Vallugagipfel (2.811 m).

## Geografie
Zum Skigebiet zählen seit 2013 die Orte Klösterle, Lech, Oberlech, Schröcken, St. Anton am Arlberg, St. Christoph am Arlberg, Stuben, Stubenbach, Warth, Zürs und Zug.
Geographisch umfasst es das Hochtannberggebiet, Teile des Klostertals und Teile des Stanzertals. Die höchste Erhebung des Skigebietes befindet sich dabei am Gipfel der Valluga auf 2811 m ü. A. in St. Anton; die letzte Seilbahn-Sektion zum Gipfel (Vallugabahn II) darf aber nur dann mit Skiausrüstung benutzt werden, wenn man in Begleitung eines Bergführers ist. Die höchste „frei“ befahrbare Erhebung ist damit die Mittelstation der Vallugabahn in 2645 m ü. A. Höhe.
Das Hauptgebiet besteht aus drei Teilen, diese sind Ski Arlberg West (Lech, Zürs), Ski Arlberg Ost (St. Anton, St. Christoph, Stuben) und die Snow World Warth-Schröcken.
Des Weiteren zählt zu Ski Arlberg das Skigebiet Sonnenkopf zwischen Klösterle und Dalaas und auch einige Kleinskigebiete im Lechtal, wie z. B. die Jöchlspitze in Bach, die Familienskilifte Stanzach, der Gföllberglift in Holzgau und die Skilifte Knittel in Elbigenalp.

## Geschichte
1884 eröffnete Kaiser Franz Joseph I. die Arlbergbahn und ermöglichte den Wintersportbegeisterten den Weg zum Arlberg. 1901 wurde der Skiclub Arlberg gegründet, 1936 wurde in Zürs am Arlberg der erste Schlepplift Österreichs in Betrieb genommen.
Seit der Saison 2013/14 ist Lech mit Warth mittels der 10er-Kabinenbahn Auenfeldjet verbunden, außerdem wurde zur Saison 2016/17 die 10er-Kabinenbahn Flexenbahn zwischen den Gebieten Arlberg Ost und West eröffnet.

## Pisten und Gelände

### Beschreibung
Das Skigebiet Ski Arlberg bietet insgesamt 305 Pistenkilometer (130 km leichte Pisten, 122 km mittlere Pisten, 51 km schwere Pisten) sowie zusätzlich 200 km Freeridegelände.
Neben den Pisten befinden sich im Skigebiet noch Infrastruktur für weitere Wintersportaktivitäten: die Funparks "Funslope am Galzig" und "Stanton Park" (Kicker, Roller, Rails und Boxen), das "Rendl Race" (eine Riesentorlaufrennstrecke) sowie eine Naturrodelbahn (4,3 km vom Gampen nach Nasserein), die an zwei Tagen der Woche nachts beleuchtet wird.
Die längste Abfahrt namens "Der weiße Rausch" ist rund 9 km lang. Sie führt mit einem Höhenunterschied von 1.350 m vom Vallugagrat vorbei an der Ulmer Hütte durchs Steissbachtal nach St. Anton am Arlberg.

### Der Weiße Ring
Der Weiße Ring ist mit 22 km eine der längsten Skirunden der Welt. Die Skirunde umfasst fünf Abfahrten, fünf Seilbahnen, einen Intensivaufstieg und eine Skitour. Der Höhenunterschied vom Start am Rüfikopf bis zum Ziel in Lech beträgt 5.500 m.
Zum 50-jährigen Jubiläum der Skirunde wurde in der Saison 2005/06 das erste Skirennen namens "Weißer Ring" ausgetragen. Der Streckenrekord liegt bei 44:10:75 Minuten und wird seit 2010 vom Tiroler Markus Weiskopf gehalten.

## Projekte
Einem geplanten Zusammenschluss zwischen St. Anton und Kappl, welcher zuvor behördlich genehmigt war, ist in einem weiteren Verfahren im November 2018 vom Bundesverwaltungsgericht die Genehmigung entzogen worden. Der Grund ist ein zu starker Eingriff in die Natur im Malfontal. Die Bahnbetreiber machten von ihrem Recht auf Einspruch nicht Gebrauch.
Es ist angedacht in den nächsten Jahren bei entsprechender Finanzierung eine Dorfbahn von Schröcken ins Skigebiet zu bauen. Die Genehmigungen hierfür liegen bereits vor, jedoch wäre die Anlage bei der bestehenden Bettenanzahl im Ort unrentabel.